# Tachina pubiventris
Tachina pubiventris är en tvåvingeart som beskrevs av Chao 1962. Tachina pubiventris ingår i släktet Tachina och familjen parasitflugor. Inga underarter finns listade i Catalogue of Life.